# Angela Naeth
Angela Duncan Naeth, née Angela Naeth le 23 février 1982 à Prince George en Colombie-Britannique, est une triathlète professionnelle canadienne, multiple vainqueur sur triathlon Ironman 70.3, elle remporte également l'Ironman Texas, support du championnat des États-Unis d'Ironman.

## Biographie

### Jeunesse
Angela Naeth commence à courir dès l'âge de six ans et rêve très tôt de participer aux Jeux Olympiques pour l'épreuve de demi-fond (athlétisme), elle s'essaye par la suite au basket-ball, au volley-ball et au VTT, ayant beaucoup de blessures, elle commence le cyclisme qui la lance dans l'entrainement du triathlon en 2007 à l'âge de 25 ans.
Elle obtient sa maîtrise en physiothérapie en 2005 après son baccalauréat en sciences de la santé, elle travaille pendant trois ans comme physiothérapeute pédiatrique et orthopédique avant de devenir triathlète professionnelle en 2008.

### Carrière en triathlon
En mai 2015, elle remporte l'Ironman Texas en 8 h 55 min 19 s et remporte le championnat Nord-américain d'Ironman, devançant les expérimentées Britanniques Leanda Cave et Rachel Joyce.

### Vie privée et professionnelle
Elle a quitté les hivers rudes de la Colombie-Britannique qu'elle redoutait enfant pour vivre actuellement à Las Vegas (Nevada) avec son mari Paul Duncan qu'elle a épousé en septembre 2013.

## Palmarès
Le tableau présente les résultats les plus significatifs (podium) obtenus sur le circuit international de triathlon depuis 2011,.
| Année | Compétition                       | Pays        | Position           | Temps           |
| ----- | --------------------------------- | ----------- | ------------------ | --------------- |
| 2019  | Ironman 70.3 Chattanooga          | États-Unis  | Médaille d'or      | 9 h 18 min 45 s |
| 2018  | Ironman Cozumel                   | Mexique     | Médaille d'argent  | 8 h 57 min 2 s  |
| 2018  | Ironman Suède                     | Suède       | Médaille de bronze | 9 h 1 min 3 s   |
| 2018  | Ironman Royaume-Uni               | Royaume-Uni | Médaille de bronze | 9 h 33 min 48 s |
| 2016  | Ironman 70.3 Los Cabos            | Mexique     | Médaille d'or      | 4 h 19 min 42 s |
| 2015  | Ironman 70.3 Timberman            | États-Unis  | Médaille d'or      | 4 h 16 min 14 s |
| 2015  | Ironman Texas                     | États-Unis  | Médaille d'or      | 8 h 55 min 19 s |
| 2014  | Ironman Chattanooga               | États-Unis  | Médaille d'or      | 8 h 54 min 55 s |
| 2014  | Ironman 70.3 Buffalo Springs Lake | États-Unis  | Médaille d'or      | 4 h 27 min 14 s |
| 2014  | Ironman 70.3 Hawaï                | États-Unis  | Médaille d'or      | 4 h 30 min 53 s |
| 2014  | Ironman 70.3 Panama City          | États-Unis  | Médaille d'or      | 4 h 4 min 58 s  |
| 2013  | Ironman 70.3 Racine               | États-Unis  | Médaille d'or      | 4 h 15 min 0 s  |
| 2013  | Ironman 70.3 Buffalo Springs Lake | États-Unis  | Médaille d'or      | 4 h 16 min 8 s  |
| 2013  | Ironman 70.3 Eagleman             | États-Unis  | Médaille d'or      | 4 h 14 min 6 s  |
| 2012  | Ironman 70.3 St. Croix            | États-Unis  | Médaille d'or      | 4 h 28 min 12 s |
| 2012  | Ironman 70.3 Panama City          | États-Unis  | Médaille d'or      | 4 h 15 min 31 s |
| 2012  | Ironman 70.3 Syracuse             | États-Unis  | Médaille d'or      | 4 h 16 min 27 s |
| 2011  | Ironman 70.3 Boulder              | États-Unis  | Médaille d'or      | 4 h 10 min 31 s |